# Microthrissa royauxi
Microthrissa royauxi és una espècie de peix pertanyent a la família dels clupeids.

## Descripció
- Pot arribar a fer 9,9 cm de llargària màxima.
- Nombre de vèrtebres: 37-41.
- 12-18 radis tous a l'aleta dorsal i 23-27 a l'anal.[3][4]

## Hàbitat
És un peix d'aigua dolça, pelàgic i de clima tropical (8°N-7°N).

## Distribució geogràfica
Es troba a Àfrica: conca del riu Congo.

## Observacions
És inofensiu per als humans.